# フォード・トランジット コネクト
トランジット コネクト（Transit Connect ）は、フォード・ヨーロッパ（Ford Europe）が開発し、フォード・オトサン（Ford Otosan）が製造するパネルバン（panel van）である。この車はピーター・ホーベリーによりデザインされ、旧態化したフォード・エスコートとフィエスタを基にしたバンのクーリエ（Courier）を代替して2002年に導入された。クーリエは同年に生産終了となった。
レジャー・アクティビティ・ヴィークル（leisure activity vehicle）のフォード・トルネオ コネクト（Ford Tourneo Connect）は、トランジット コネクトに後部の側面窓と後部座席を追加した車である。輸入される軽トラックに課せられる鶏肉税（"Chicken Tax"）を回避するために北アメリカ向けのトランジット コネクトは全車乗用車として輸入されている。
トランジット コネクトは、元々はフォード・フォーカス用前輪駆動のフォード・C170プラットフォーム（Ford C170 platform）を採用しており、現行のプラットフォームは北米向けフォーカス（North American Ford Focus）と同一のものを使用している。名称以外ではトランジットと共用する部品はほとんど無い。コネクトはオトサン社がトルコのイズミット、コジャエリ（Kocaeli）近郊の（Gölcük）にある全く新しい工場で、オートモビル・クラヨーヴァ社（Automobile Craiova）がルーマニアで生産している。
トランジット コネクトは『プロフェッショナル・バン・アンド・ライトトラック』誌（Professional Van and Light Truck Magazine）の「バン・オブ・ザ・イヤー 2004」を受賞し、北アメリカ市場に導入された初年度には北米国際オートショーで「ノースアメリカ・トラック・オブ・ザ・イヤー 2010」を受賞した。

## フェイスリフト グローバル・モデル（2009年以降）

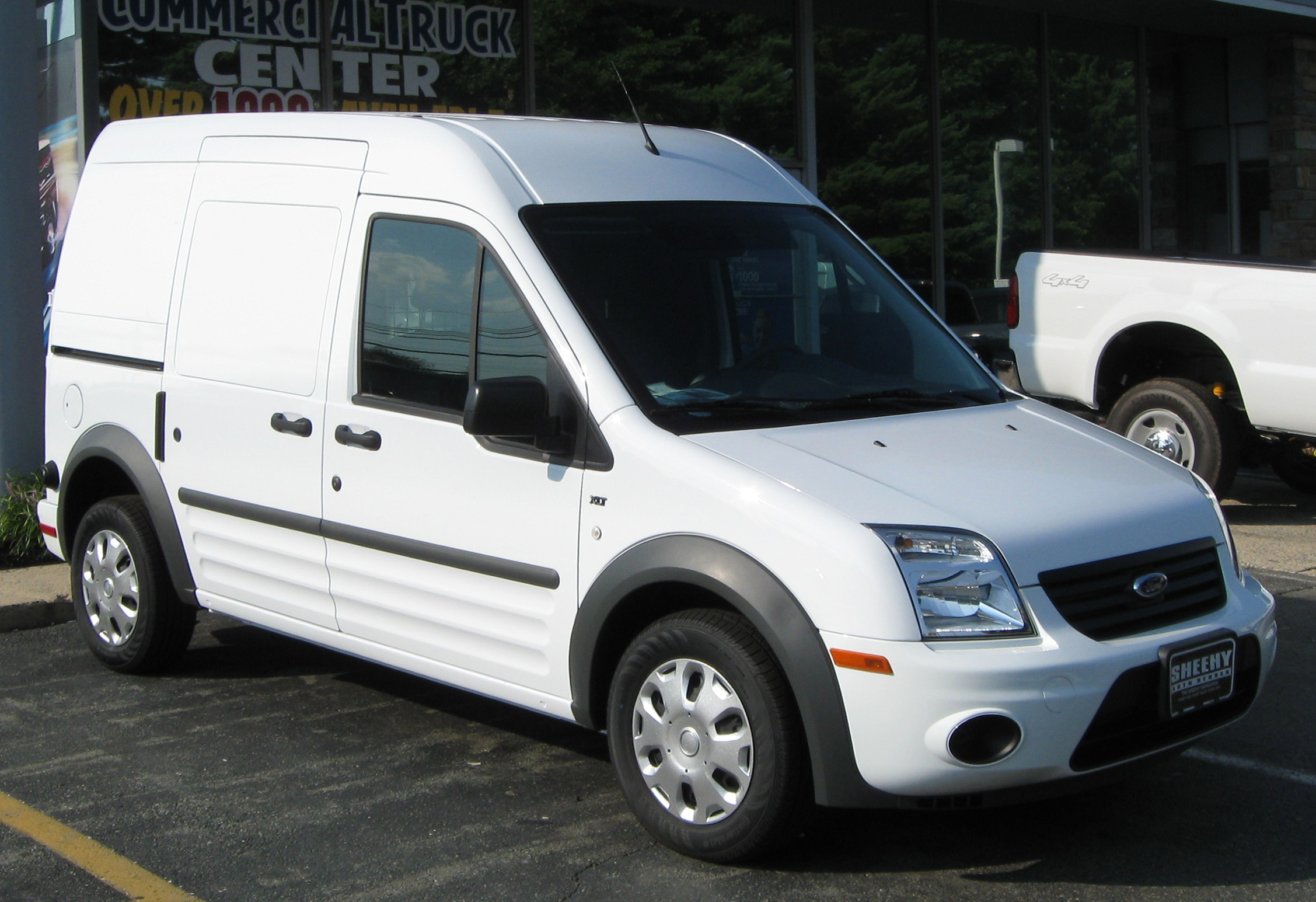
トランジット コネクト （US仕様）

2009年半ばからトランジット コネクトは米国とカナダに輸入されている。この車は米国では2008年のシカゴオートショーで初めて披露され、翌年のショーの2009年2月11日に2010年モデルとして発表された。北米モデルの導入はモデル半ばのフェイスリフトと同時期だったため、フロントグリルの変更、深くなった前部バンパー、シフトレバーとC307型フォーカスから流用した計器盤を持つ新しいダッシュボードを備えている。
当初は2.0L 直列4気筒ガソリンエンジンと4速ATを備える長ホイールベース版のバンのみが北米市場で提供され、その他の地域では1.8L ディーゼルエンジンと5速MTの組み合わせだけであった。導入の1年後にアジュール・ダイナミクス社（Azure Dynamics Corporation）の米国工場で改装された電気自動車版が追加された。
北米での興味と認知度の喚起のために「移動ショールーム」として特別に改装されたトランジット コネクトが、試用のために小規模事業主へ3,000台提供されることを目標に、2009年5月には米国内13の繁華街にある工業地区と適切な現場へ投入された。
2011年からフォード社は米国とカナダで、5座席、ポップアップ式換気用後部側窓、死角警告装置（BLIS））、後方視認カメラ、大径アルミホイール、ボディ同色グリル、前部フォグランプを装備した個人向け多用途バンであるトランジット コネクトXLT プレミアムワゴンを提供し始める。トランジット コネクトワゴンは、2007年にフリースターが廃止されて以来初のフォード製ミニバンであるが、大きさという点では1986年から1997年まで販売されていたフォード・エアロスター（Ford Aerostar）に近いものである。

### 貨物バンへの改装
輸入ライトトラックに課される25%の関税（Chicken tax）を回避するためにフォード社は全てのトランジット コネクトを後部窓、後部座席と後部座席用シートベルトを備える「乗用車」として輸入している。この車はトルコからワレニウス・ウィルヘルムセン・ロジスティクス社所有の貨物船に載せて輸出され、ボルチモアで陸揚げされた後でWWL・ヴィークル・サービス・アメリカズ社（WWL Vehicle Services Americas Inc.）の工場で後部窓を金属パネルに交換、後部座席の撤去（ワゴンを除く）を行い「商用車」に改装される。取り外された部品は、その後再利用される。この工程は貨物自動車に課される関税規定を回避するために実施されている。貨物自動車にはシートベルト付きの後部座席や後部窓は不必要なことから、これらの部品が付いている車両は「商用車」としての扱いを免除される。この改装工程に対しフォード社は1台に付き数百USドルをかけているが、チキン・タックスとして支払わなければならない数千USドルを免れている。こういったことが幾分影響して北米へはロング・ホイールベースとハイルーフ仕様のみが輸出されていた。

### タクシーキャブ
トランジット コネクトはニューヨークの「次世代タクシー」（Taxi of Tomorrow）の最終候補の3台の内の1台（カルサン・V1と日産・NV200と共に）に選出されていた。最終結果は2011年5月に発表されたが、惜しくも選定から漏れた（結果的にはNV200が選ばれた）。選ればれれば市との10年間の独占契約が与えられる予定だった。なお香港において、2016年より40台がジャンボタクシーとして導入された。

## 派生車種

### トランジット コネクト エレクトリック

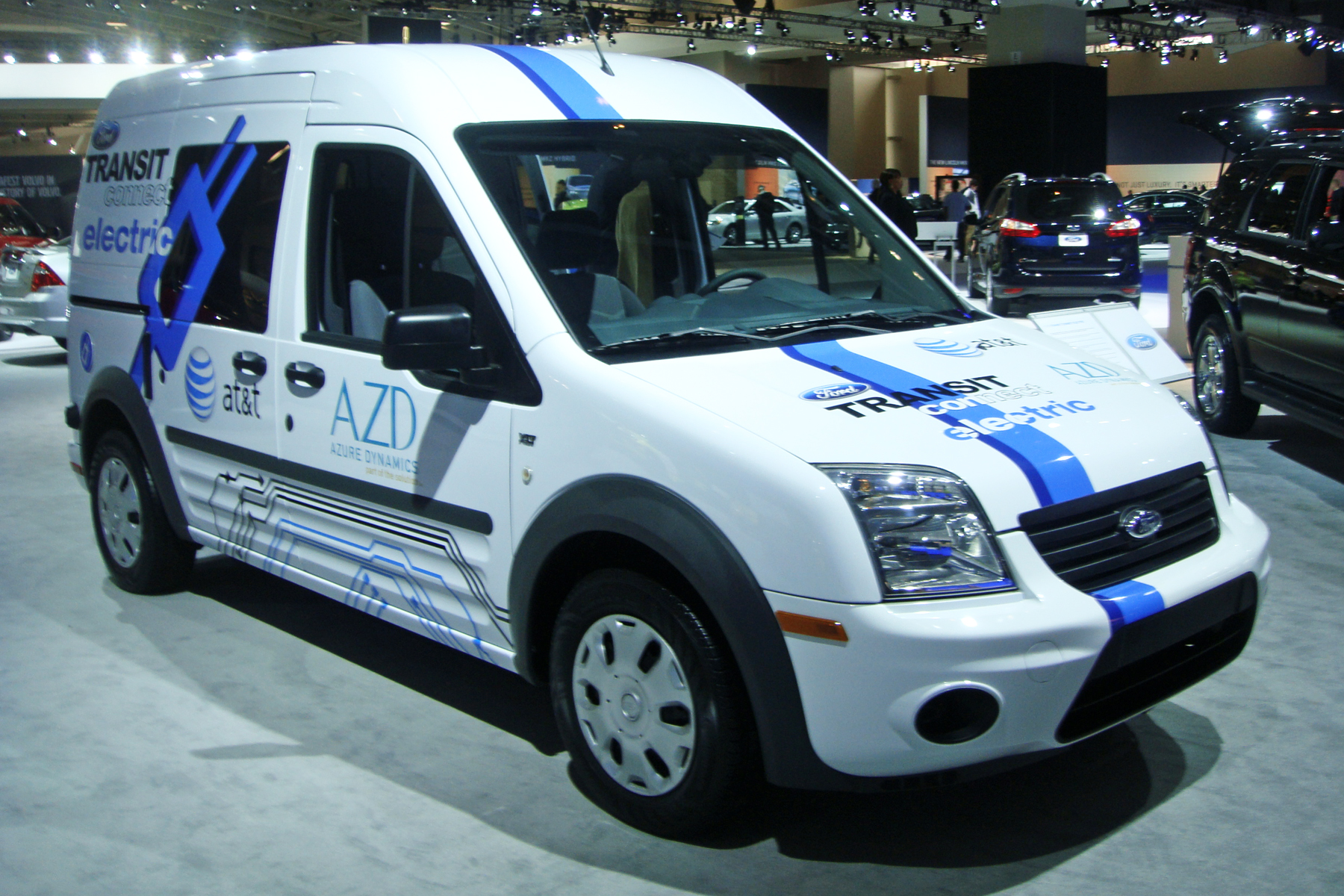
トランジット コネクト エレクトリック

2009年のシカゴオートショーでフォード社は、トランジット コネクトのバッテリー駆動版の開発を表明した。
後の同年のジュネーヴ・モーターショーでフォード社は、トランジット コネクトと類似の乗用バンであるフォード・トルネオ コネクト（Ford Tourneo Connect）のバッテリー駆動版試作車を披露した。フォード社は、元々スミス・エレクトリック・ヴィークル社（Smith Electric Vehicles）がこの車に電動駆動系とリチウムイオン二次電池パックを搭載したと発表したが、後にジョンソンコントロールズ社をバッテリーの供給者とするアジュール・ダイナミクス社を共同事業者とした。

#### 生産
トランジット コネクト エレクトリックの全モーター駆動走行可能距離（all-electric range）は最大80マイルである。生産は2010年12月に始まり、2011年4月には年産600から700台の最大生産能力に達する予定である。この車はコジャエリにあるフォード社の工場でヴィークル・グライダー（vehicle glider：動力系統を搭載しないで生産される車両）として生産され、その後に米国のアジュール・ダイナミクス社に向け出荷されてミシガン州、リヴォニア（Livonia）にあるAMジェネラル社（AM General）の工場でForce Drive™動力系統とその他の部品が搭載される。アジュール・ダイナミクス社は、トランジット コネクト エレクトリックで使用するリチウムイオン二次電池を生産するためにジョンソンコントロールズ社と協業している。

#### 販売と価格
初期生産分は2010年12月にAT&T、カナダ郵便（Canada Post）、ニューヨーク州電力公社（New York Power Authority）、サザンカリフォルニア・エディソン（Southern California Edison）といった米国とカナダの企業数社へ納入された。トランジット コネクト エレクトリックの価格は5万7,400USドルであり、この価格は電気自動車に対する連邦政府や州、自治体の補助金（federal and any state or local incentives）による値引きを適用後でさえガソリンエンジン版の2倍以上の価格である。
14台の車両が政府の超低炭素自動車実証プロジェクトのために英国へ輸出された。

## フォード・トランジット コネクト X-Press
フォード・トランジット コネクトの超高性能モデルとしてフォード社の技術陣が出力212BHPのフォード・フォーカスRS用エンジンを用いて開発したフォード・トランジット コネクト X-PressがTV番組『フィフス・ギア』で紹介された。